# Centre (rugby à XV)
Pour les articles homonymes, voir Centre.
Ne doit pas être confondu avec Centre (rugby à XIII) ou Centre (rugby à sept).

Les centres sont situés aux postes 12 et 13.

Centre ou trois-quarts centre (en anglais : centre) est un poste de rugby à XV. Il y a deux centres par équipe, généralement appelés premier et deuxième centres, qui portent respectivement les numéros 12 et 13 et font partie, avec les ailiers de la ligne de trois-quarts. 

## Description du poste

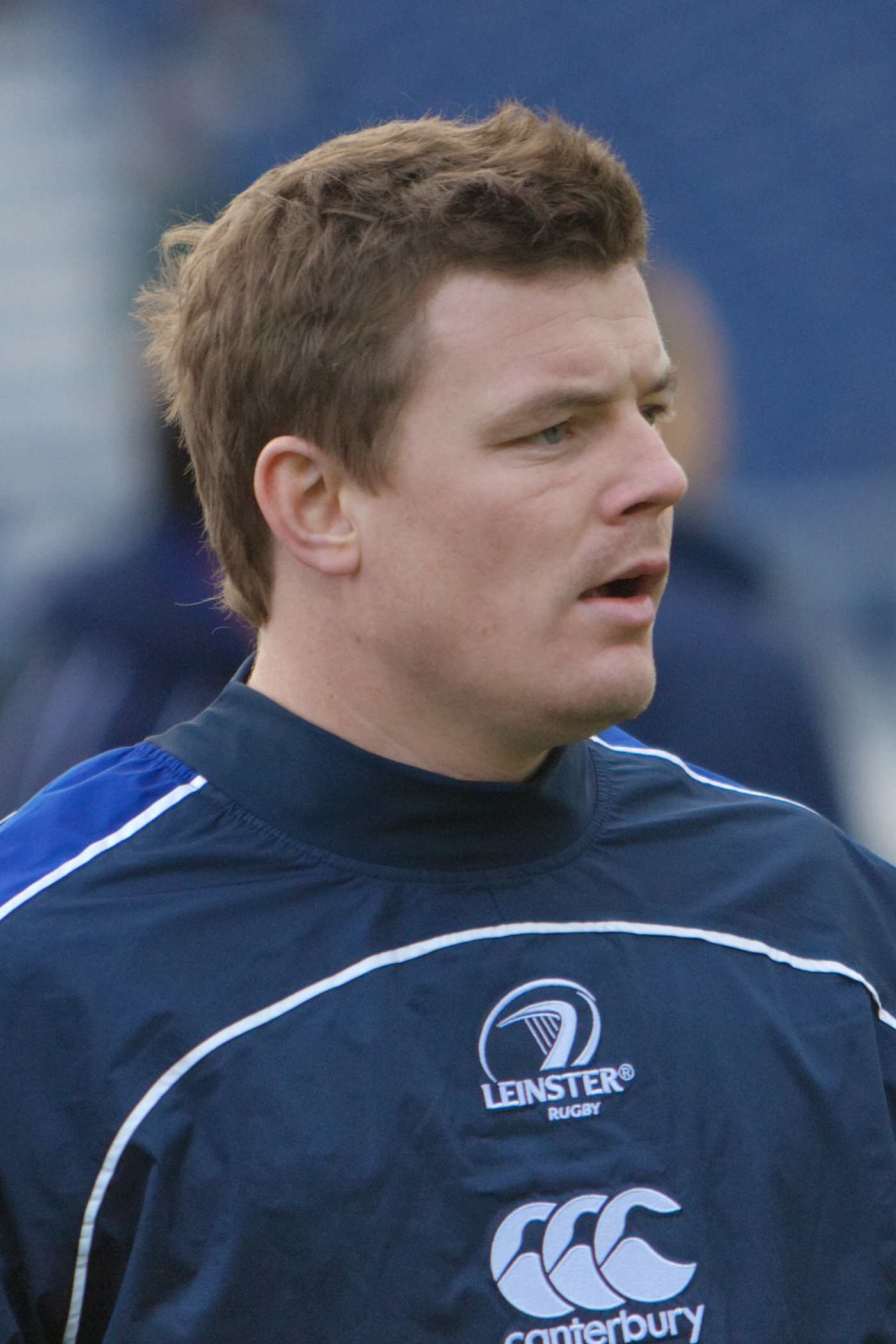
Le centre irlandais Brian O'Driscoll.

Le rôle offensif des centres est de perforer la ligne adverse soit par leur puissance physique, soit par leur agilité (grâce à des appuis empêchant leur défenseur d'intervenir correctement) ou par leur technique (combinaisons de passes). Le rugby moderne a tendance à privilégier des joueurs assez costauds au poste de centre mais cela n'est pas toujours systématique. À ce poste, les joueurs les plus puissants peuvent recourir à la force pour perforer la ligne de défense à la suite d'un plaquage raté, entraînant une situation dangereuse, ou un regroupement avec la mobilisation de nombreux défenseurs adverses sur le recul, ou de transmettre la balle après avoir été plaqué.
Néanmoins, il existe encore dans le rugby moderne des centres au gabarit plus léger dont le rôle est de perforer les défenses par des combinaisons de passes et des trajectoires de courses destinées à surprendre les défenseurs. Ce profil de centre fut longtemps à la mode avant la professionnalisation du rugby à l'image de joueurs tels que Philippe Sella ou André Boniface. Cependant, les centres actuels sont souvent plus lourds et plus puissants, certains pèsent plus de 100 kg et ont un gabarit très proche des troisième lignes.
Côté défense, ils doivent être de bons plaqueurs car ils forment avec le demi d'ouverture et les ailiers une ligne de défense. Pour des raisons tactiques, ils peuvent aussi choisir d'opter pour une défense glissée visant à réduire l'espace latéral aux attaquants et prêter main-forte à leur ailier.
Il existe une distinction de rôle entre le premier et le deuxième centre et les joueurs évoluant dans l'un des postes n'ont pas toujours les mêmes facilités pour évoluer dans l'autre. Le premier centre a souvent un bagage technique plus important que le second centre, car plus souvent appelé à faire des passes, et peut également jouer au pied pour trouver une touche, pour générer une situation favorable pour son ailier, ou pour se dégager. Le premier centre est alors un deuxième demi d'ouverture : il est remarquable de constater qu'en Nouvelle-Zélande le demi d'ouverture et le centre sont appelés respectivement first five eight et second five eight alors que le second centre est appelé centre. Cette appellation témoignerait de l'existence d'une continuité entre l'ouvreur et le premier centre, dont les postes seraient associés dans le langage rugbystique néo-zélandais (ce qui n'est pas le cas dans les autres pays anglo-saxons où le demi d'ouverture est appelé fly half et les centres, Inside centre  pour le premier centre et Outside centre pour le second centre).
Le second centre est en général un joueur ayant de plus grosses qualités physiques, souvent plus rapide et/ou plus costaud. Le fait qu'il intervienne après le demi d'ouverture et le premier centre fait qu'il subit moins la pression du premier rideau défensif adverse et qu'il a plus de champ pour lancer ses courses et mettre en évidence ses qualités de perforation. 
Il y eut aussi les « centres de poche » comme Didier Codorniou qui fut le dernier de cette espèce (1,69 m pour 69 kg). 

## Joueurs emblématiques
Voici une liste de joueurs de joueurs ayant marqué leur poste, membres du temple de la renommée World Rugby ou élus meilleurs joueurs du monde World Rugby :
- Fred Allen
- André Boniface
- Guy Boniface
- John Dawes
- Danie Gerber
- Mike Gibson
- Arthur Gould
- Jeremy Guscott
- Frank Hancock
- Tim Horan
- George MacPherson
- Jo Maso
- Jack Matthews
- Ian McGeechan
- Gwyn Nicholls
- Brian O'Driscoll
- Philippe Sella
- Richard Tsimba
- Bleddyn Williams
- Clive Woodward